# Темминк, Рене
Рене́ Те́мминк (нидерл. René Temmink; род. 24 июня 1960, Девентер, Оверэйссел) — нидерландский футбольный судья. Обладая ростом 203 см, был самым высоким футбольным арбитром в Европе.
Футбольный арбитр с 1982 года (в матчах молодёжных команд голландского чемпионата), международный судья с 1995 года. Провёл около 400 внутриголландских встреч и 75 международных матчей в турнирах высшего уровня, включая Лигу чемпионов, Кубок УЕФА, отборочные матчи чемпионата мира. Темминк также судил финальный матч чемпионата мира среди юношей 1997 между сборными Франции и Испании.
С российским футболом Рене Темминк соприкасался несколько раз, начиная с матча между клубами «Спартак» и «Сьон» в Кубке УЕФА 1997. Наиболее противоречивые отзывы вызвало судейство Темминка в матче Суперкубка УЕФА 2005 года между клубами «Ливерпуль» и ЦСКА Москва.
Темминк также известен своим участием в скандальном матче чемпионата Нидерландов между клубами «Гаага» и «Эйндховен», когда из-за расистских и антисемитских выкриков с трибун встреча была прекращена за 10 минут до истечения времени матча.
23 декабря 2006 года Рене Темминк провёл свой последний матч в качестве арбитра, после чего сложил свои полномочия по возрасту. С 1 января 2007 года Темминк является членом технического комитета федерации футбола Нидерландов.